# Marie van Roemenië (1900-1961)

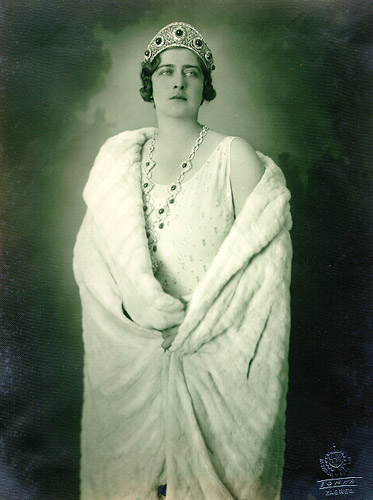
Koningin Marie

Marie van Roemenië (6 januari 1900 - 22 juni 1961) was een Roemeense prinses uit het geslacht Hohenzollern-Sigmaringen.
Zij was de tweede dochter van koning Ferdinand I van Roemenië en koningin Marie. Over het vaderschap van Ferdinand bestaan twijfels, met name omdat koningin Marie hem vertelde dat een ander - Boris Romanov - de vader zou zijn. Niettemin aanvaardde hij het vaderschap om schandalen te voorkomen.
Op 8 juni 1922 trouwde ze met Joegoslavische koning Alexander I. Het paar kreeg drie kinderen:
- Peter (1923-1970)
- Tomislav (1928-2000)
- André (1929-1990)

Na de moord op haar man, in 1934, leefde ze verder als koningin-moeder. Na de val van de monarchie in 1945 ging Marie in ballingschap in Londen, waar ze op 22 juni 1961 stierf.